# Conferencia de Spa (1920)

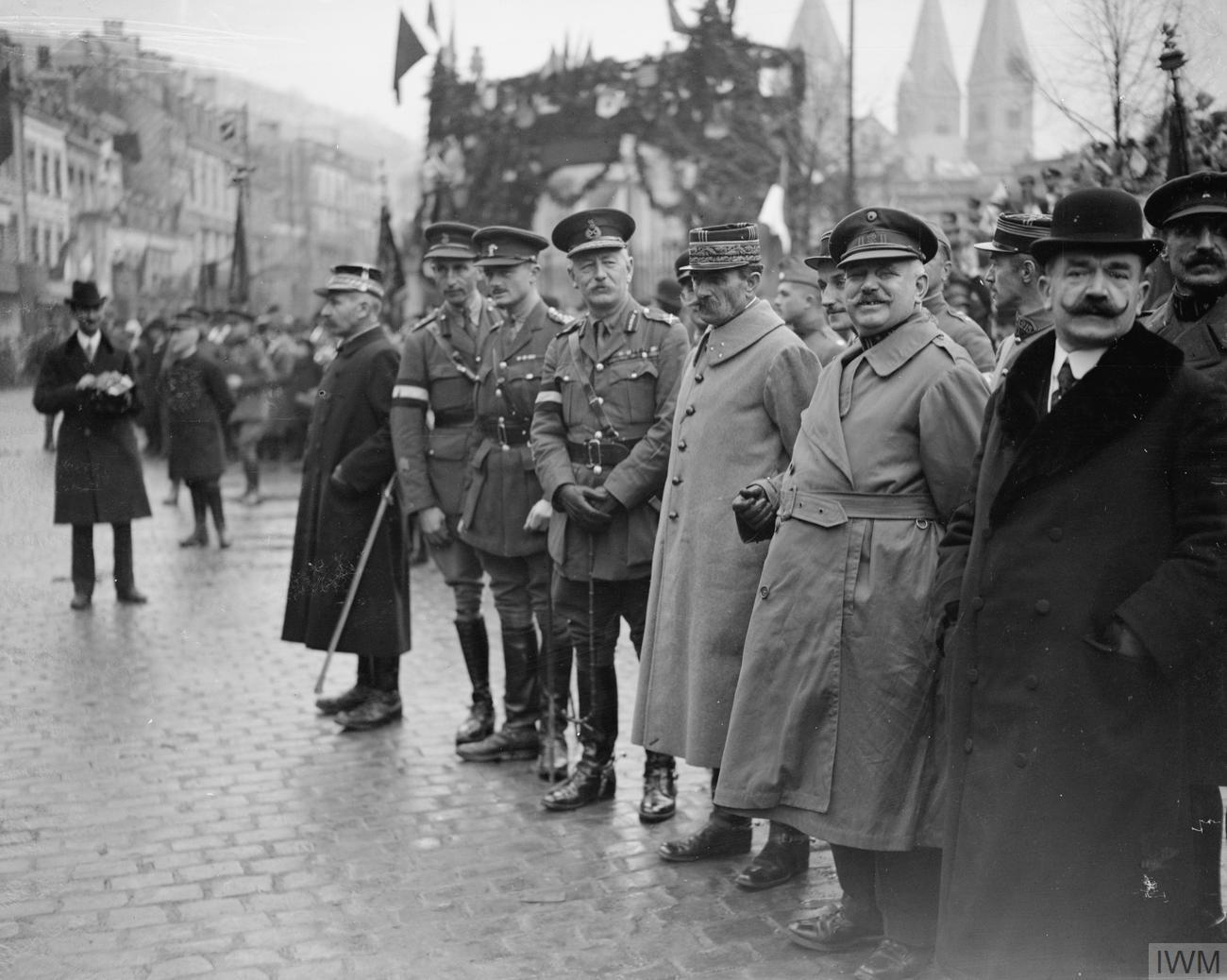
Oficiales aliados de la Comisión de Armisticio en Spa: el teniente general Richard Haking (británico), el general Alphonse Nudant (presidente y representante francés) y el general Hector Delobbe (Bélgica).

La Conferencia de Spa de 1920 fue una reunión entre el Consejo Supremo de Guerra y el Gobierno de la República de Weimar que se celebró en la localidad belga de Spa entre el 5 y el 16 de julio de 1920. Los asuntos principales que se trataron en ella fueron el desarme alemán, los envíos de carbón alemán a los Aliados y el pago de indemnizaciones de guerra a los países vencedores en la reciente Primera Guerra Mundial.

## Participantes
La Conferencia de Spa fue la primera en la que participaron representantes alemanes. Los Aliados consideraron era mejor tratar directamente con los alemanes las posibles infracciones del tratado de paz y las indemnizaciones de guerra que mediante un intercambio de notas. A la conferencia asistieron varios jefes de Estado y de gobierno y también ministros de Asuntos Exteriores. Entre ellos estuvieron los presidentes de los gobiernos británico y francés, David Lloyd George y Alexandre Millerand respectivamente, y el canciller alemán Konstantin Fehrenbach. Los embajadores británicos y franceses en Alemania, Lord d'Abernon y Charles François Laurent, también fueron invitados a la Conferencia y se les encargó la supervisión de los pagos de las indemnizaciones y el control de la Comisión de Reparación, con sede en Berlín.

## Asuntos tratados

### Envíos de carbón
A diferencia de lo que esperaban los representantes alemanes, la conferencia no se centró al principio en las indemnizaciones de guerra, sino en el desarme, aspecto que también formaba parte del Tratado de Versalles. A continuación y debido a los acontecimientos del momento, el asunto principal de las negociaciones pasó a ser el carbón.
La obligación alemana de enviar carbón a Francia, Bélgica e Italia había quedado plasmada en el artículo 236 del apartado VIII del Tratado de Versalles. En un protocolo firmado el 19 de agosto de 1919, Alemania se había comprometido a realizar estas entregas, pero, debido a las revueltas de la primavera de 1920 (el golpe de Estado de Kapp y el surgimiento del Ejército Rojo del Ruhr) y a las huelgas consiguientes en la industria del carbón, no había podido cumplir con el compromiso.
Las sesiones sobre el carbón, que empezaron el 9 de julio, dejaron patente muy pronto que los Aliados no estaban dispuestos a ceder en este asunto. Al comienzo mismo de las negociaciones, Millerand, que actuaba como portavoz aliado, amenazó a los alemanes con imponerles sanciones por incumplir lo pactado. Tras varios días de duras conversaciones, estas estuvieron a punto de fracasar el 14 de julio. No obstante, el 16 de julio, Fehrenbach y el ministro de Asuntos Exteriores Walter Simons firmaron el protocolo sobre el carbón redactado por los Aliados. En virtud de este, Alemania prometió entregar dos millones de toneladas mensuales de carbón durante seis meses. A cambio de permitir a los Aliados escoger los tipos y calidad del carbón, obtuvo la promesa de pago de cinco marcos de oro por tonelada para adquirir comida para los mineros. Además, los Aliados accedieron a pagar mensualmente las remesas por adelantado. La delegación alemana no firmó en conformidad la parte del documento que incluía la amenaza aliada de ocupación militar del Ruhr u otros territorios alemanes en caso de que no se verificasen las entregas de combustible.
Pese a las concesiones financieras aliadas, el acuerdo del carbón perjudicó gravemente a la economía alemana. Hasta entonces, el suministro de carbón había bastado para sostener la producción industrial de hierro y acero, pero, a partir de entonces, la escasez originada por los envíos al extranjero dañaron tanto a la industria siderúrgica como a los ferrocarriles y a la industria de tratamiento del carbón.

### Indemnizaciones de guerra
Hasta la tarde del 10 de julio, el ministro de Asuntos Exteriores alemán, Walter Simons, no pudo plantear la posición de su Gobierno respecto del pago de indemnizaciones bélicas. Se ciñó principalmente a la propuesta aprobada por el gabinete berlinés, que evitaba mencionar las fechas o cuantías de los pagos. El 12 de julio, la delegación alemana entregó varias propuestas, nuevamente vagas, pero que incluían un total de treinta pagos anuales. El 13 de julio, un subcomité estudió las sugerencias alemanas; para entonces las negociaciones simultáneas sobre el carbón eran tan acaloradas que se abandonó el estudio sobre los pagos de indemnizaciones. El asunto se retomó varias semanas más tarde, en una conferencia celebrada en Ginebra.
El la conferencia no se fijó el total de las indemnizaciones bélicas que había de pagar Alemania, aunque sí el porcentaje que recibiría cada país vencedor: Francia, el 52 %; el Reino Unido, el 22 %; Italia, el 10 %; Bélgica, el 8%; el 8 % restante se distribuiría entre el resto de naciones aliadas.

### Desarme
Las discusiones acerca del desarme se centraron en el tamaño del ejército alemán y el tratamiento del Sicherheitspolizei, unidades policiales paramilitares. La delegación alemana pretendía conservar un ejército de doscientos mil soldados y mantener las unidades policiales, y estaba dispuesta a cambio de ello a ceder respecto al armamento. No obstante, en este asunto los Aliados tampoco estaban dispuestos a transigir. El segundo día, amenazaron con poner fin a las negociaciones e imponer sanciones si la delegación alemana no abandonada su aspiración de contar con doscientos mil soldados. La contrapropuesta alemana admitió reducir el Ejército a cien mil hombres, pero solicitaba un mayor periodo para llevar a cabo la desmovilización de los soldados que excediesen esa cifra. Los Aliados la rechazaron y el 8 de julio entregaron una nota que expresaba su posición; exigieron que los alemanes la firmasen a más tardar el día siguiente.
Fehrenbach se puso en contacto con Berlín y en la mañana de 9 julio el Gobierno aceptó hacerlo, pero ordenó a la delegación que no firmase la parte del documento que incluía sanciones en caso de incumplimiento. El protocolo firmado por Fehrenbach y Simons el 9 de julio exigía el desarme inmediato de la Sicherheitspolizei y de las milicias y la aprobación de leyes para retirar las armas a la población civil. El Ejército alemán debía menguar hasta los cien mil soldados antes del 1 de enero de 1921 (lo que suponía un plazo de menos de seis meses, aunque era mayor que el exigido inicialmente por los Aliados), el servicio militar obligatorio quedó abolido y se creó un ejército profesional. Alemania debía también entregar abundante armamento a los Aliados. Estos amenazaron con ocupar nuevos territorios alemanes en caso de infracciones de lo dispuesto en el documento. La delegación alemana, empero, incluyó una nota de disconformidad acerca de este punto.

### Otros asuntos
Otros asuntos polémicos incluyeron el juicio de los criminales de guerra alemanes y la situación de Gdańsk.
Se trató también la disputa territorial entre la Segunda República polaca y Checoslovaquia por Cieszyn Silesia.  Tras la conferencia, el 28 de julio de 1920, el territorio se dividió entre los dos Estados; Zaolzie, que contaba con una apreciable minoría polaca, fue asignado a Checoslovaquia. Esta división suscitó luego tensiones entre los dos países.